# Nicola Moufang
Nikolaus Friedrich Christof Maria Moufang (* 30. Mai 1886 in Heidelberg, Großherzogtum Baden, Deutsches Kaiserreich; † 11. April 1967 in Heidelberg, Baden-Württemberg, Bundesrepublik Deutschland) war ein deutscher Jurist, bedeutender Kunsthistoriker und Kunstsammler.

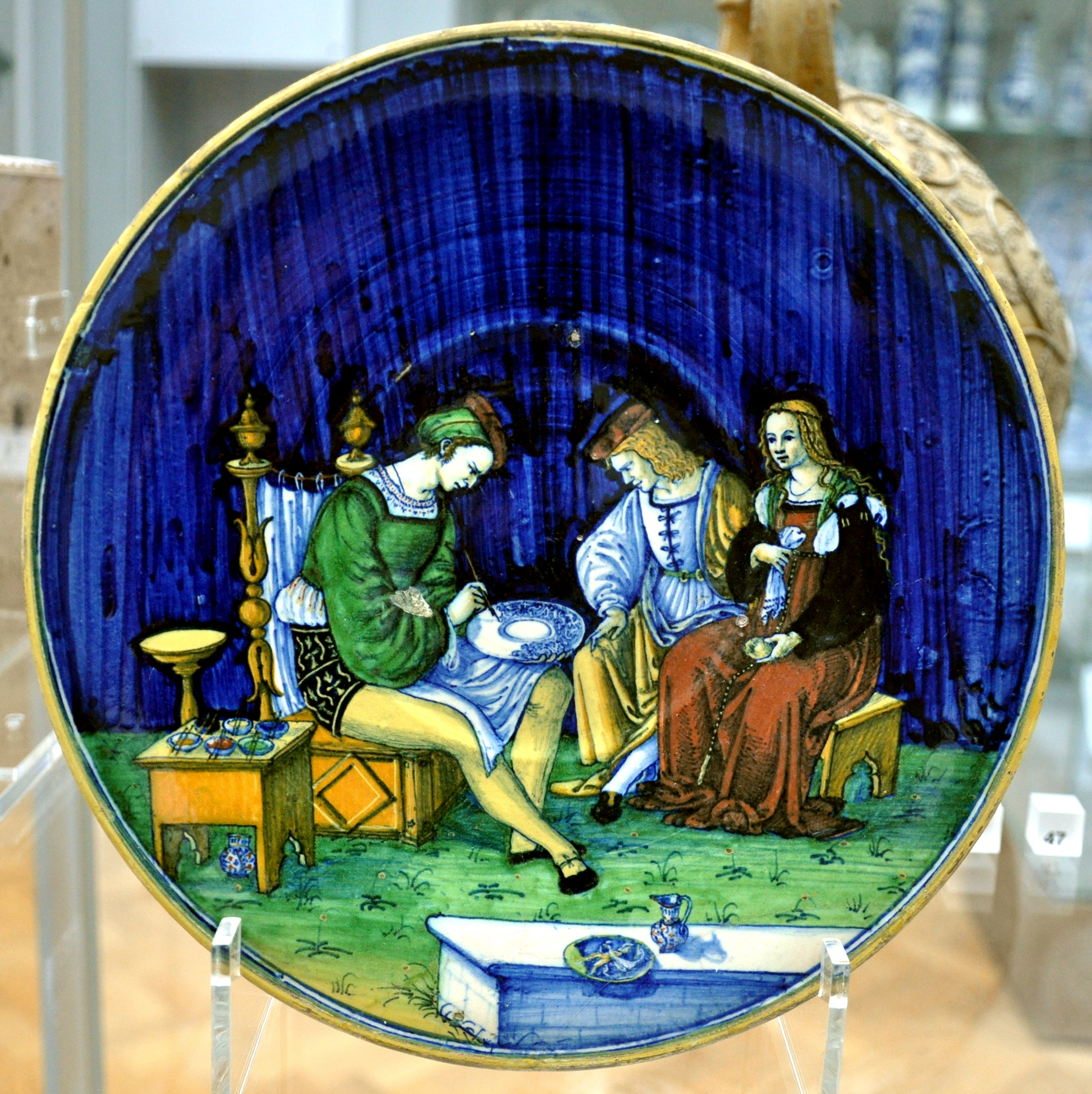
Majolika Teller um 1510 florentinische Renaissance aus Caffagiolo, einen Majolika Maler bei der Arbeit darstellend

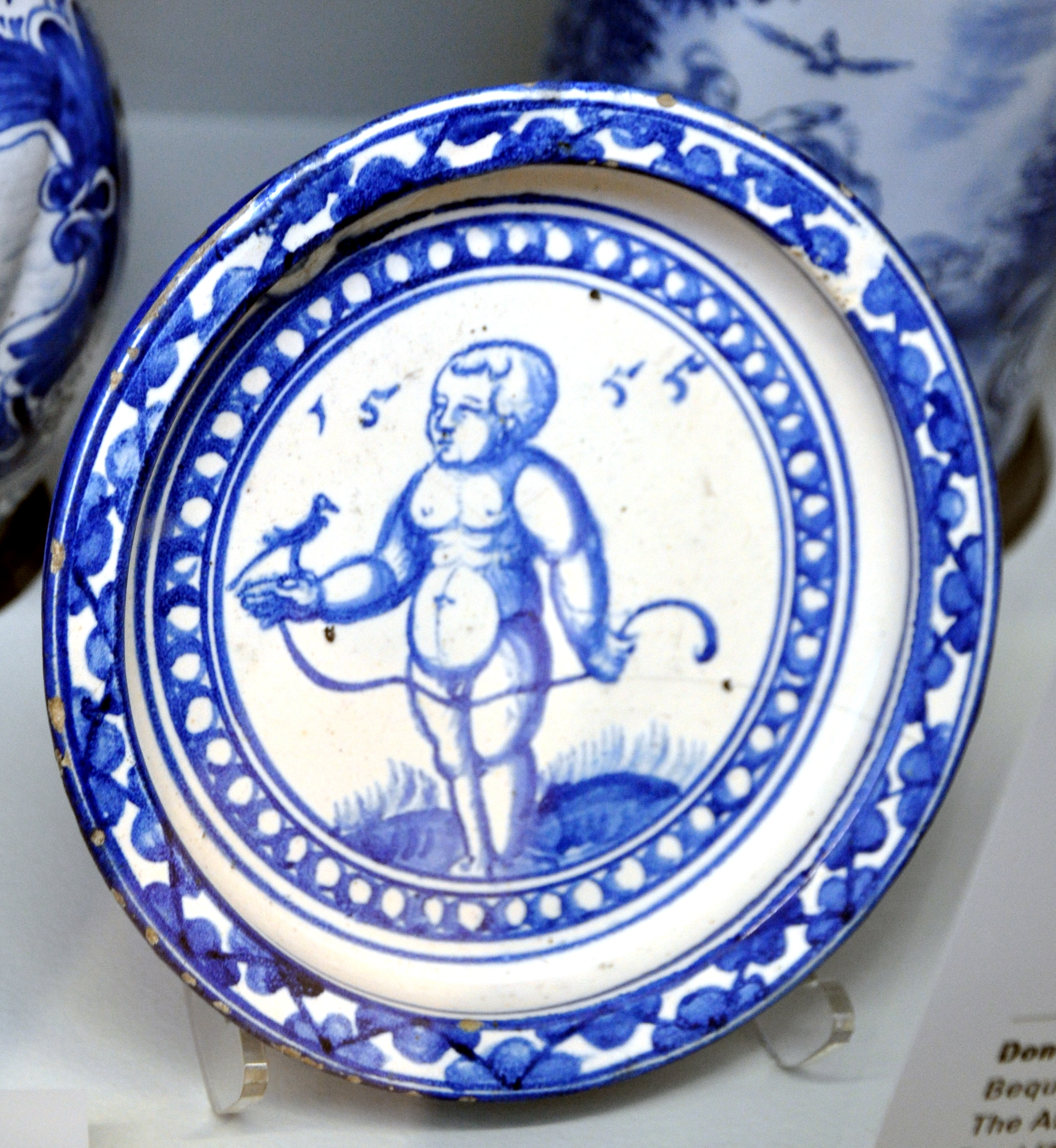
Teller, Fayence, datiert mit der Jahreszahl 1555, vermutlich in Nürnberg entstanden. Eine Fayence besteht aus der gleichen keramischen Masse wie die italienische Variante Majolika

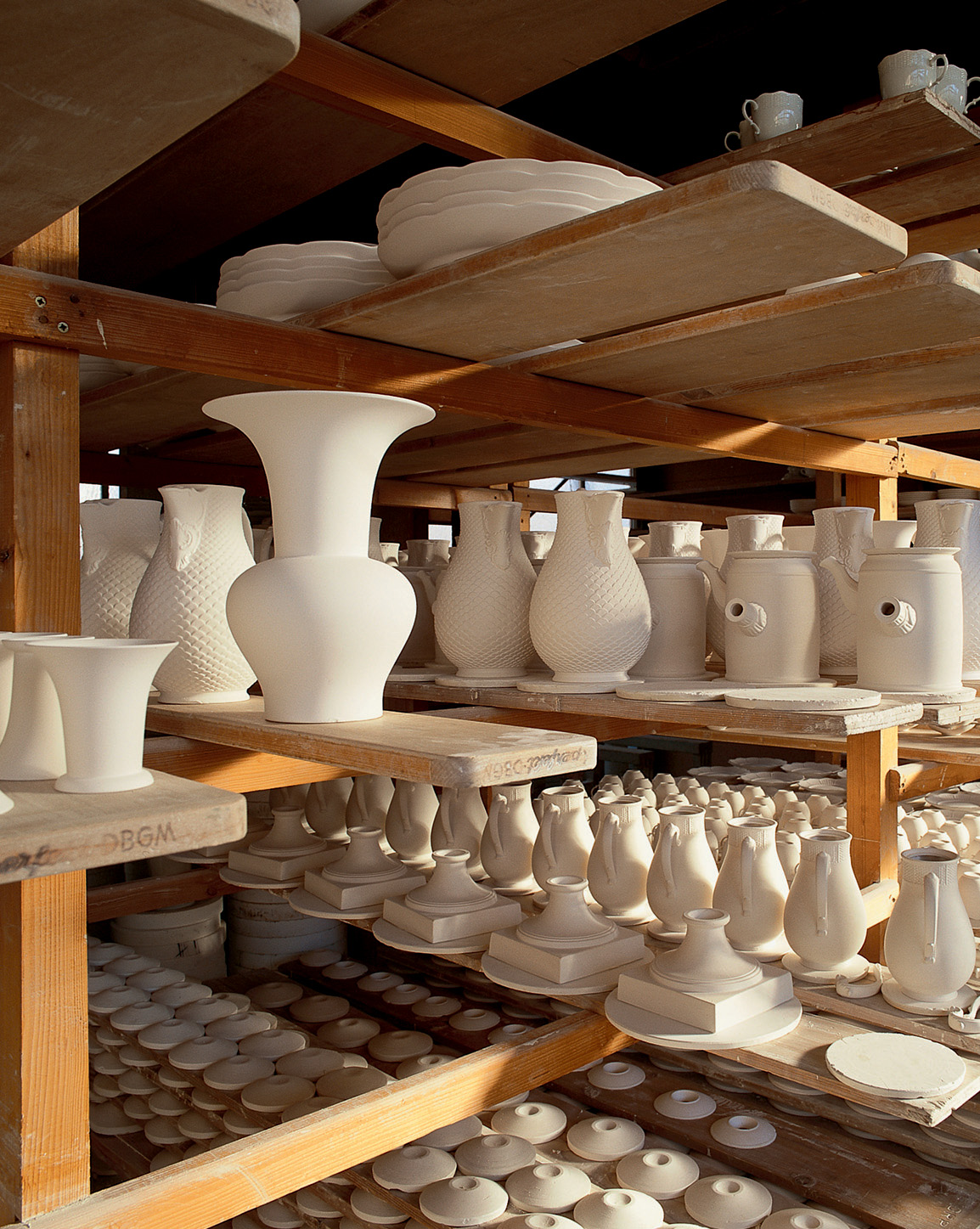
Porzellan, Regal mit Rohware, Manufaktur Ludwigsburg

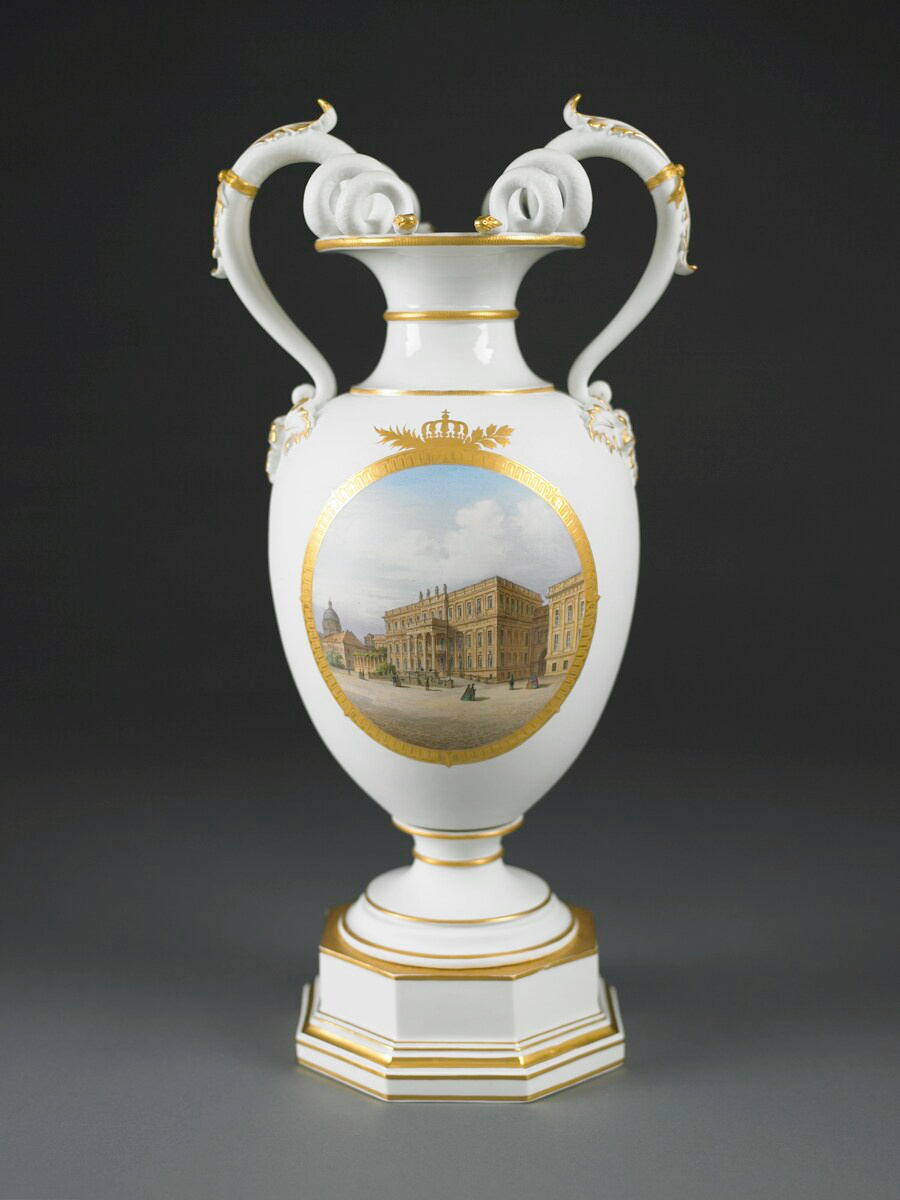
Porzellan Vase, Amphore, mit Emailbemalung und Vergoldung, das Kronprinzen Palais in einer Kartusche, Königliche Porzellan-Manufaktur Berlin, 1860

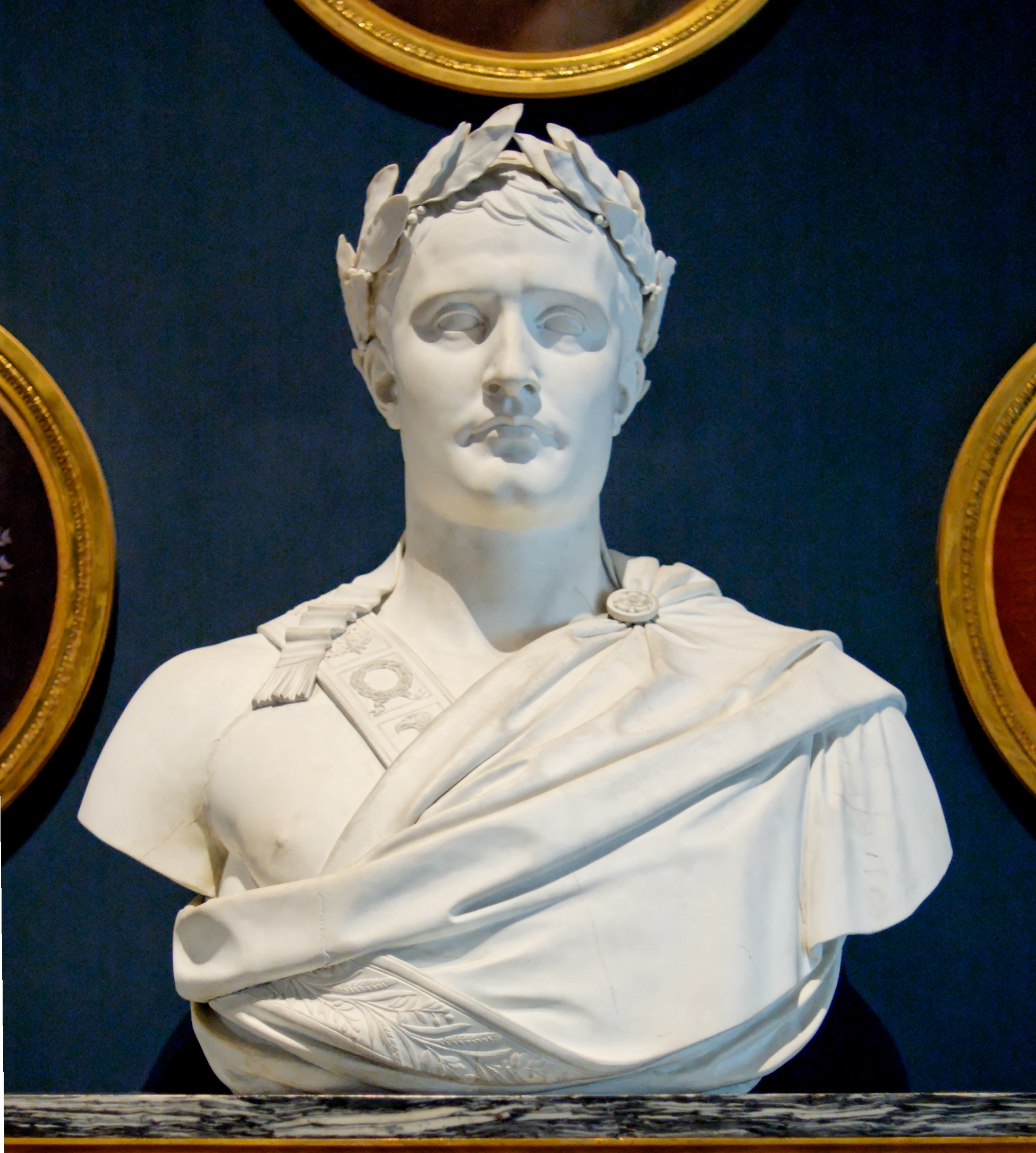
Büste Napoleon I., Chaudet Louvre OA10410, Biskuit Porzellan 1811, Manufacture royale de porcelaine de Sèvres

## Familie
Nicola Moufang war der älteste Sohn von Wilhelm Moufang senior, promovierter Jurist und Rechtsanwalt in Heidelberg, (* 6. Januar 1852 in Mainz; † 30. Januar 1942 in Heidelberg) und seiner Ehefrau Julie Moufang, geb. Stutzmann (* 14. Februar 1857 in Wiesbaden-Biebrich; † 29. September 1938 in Heidelberg). Wilhelm Moufangs sen. Schwester, Wilhelmine Katharina Moufang, war verheiratet mit Nicola Racke.
Nicola Moufang hatte vier Brüder, Fritz Moufang (* 5. Oktober 1887 in Heidelberg; † 10. März 1906 in Heidelberg), Eugen Moufang (1889–1967), Franz Moufang (1893–1984) und Wilhelm Moufang (1895–1989).
Zu Nicola Moufangs bedeutenden Mainzer Vorfahren zählen Friedrich Lennig, Adam Franz Lennig, Christoph Moufang und der Religionshistoriker und Indologe Edmund Hardy. Nicola Moufang war verheiratet mit Eva Moufang, geb. Kase (* 12. Mai 1884 in Stettin; † 29. Mai 1963 in Heidelberg). Die Ehe blieb kinderlos. Nicola Moufangs Großneffen sind Alexis Grammatidis, promovierter Zahnarzt und Kieferorthopäde, der Komponist und Klangkünstler David Moufang und Gabriel Grammatidis, diplomierter Kaufmann, Systementwickler und internationaler Referent.

## Galerie

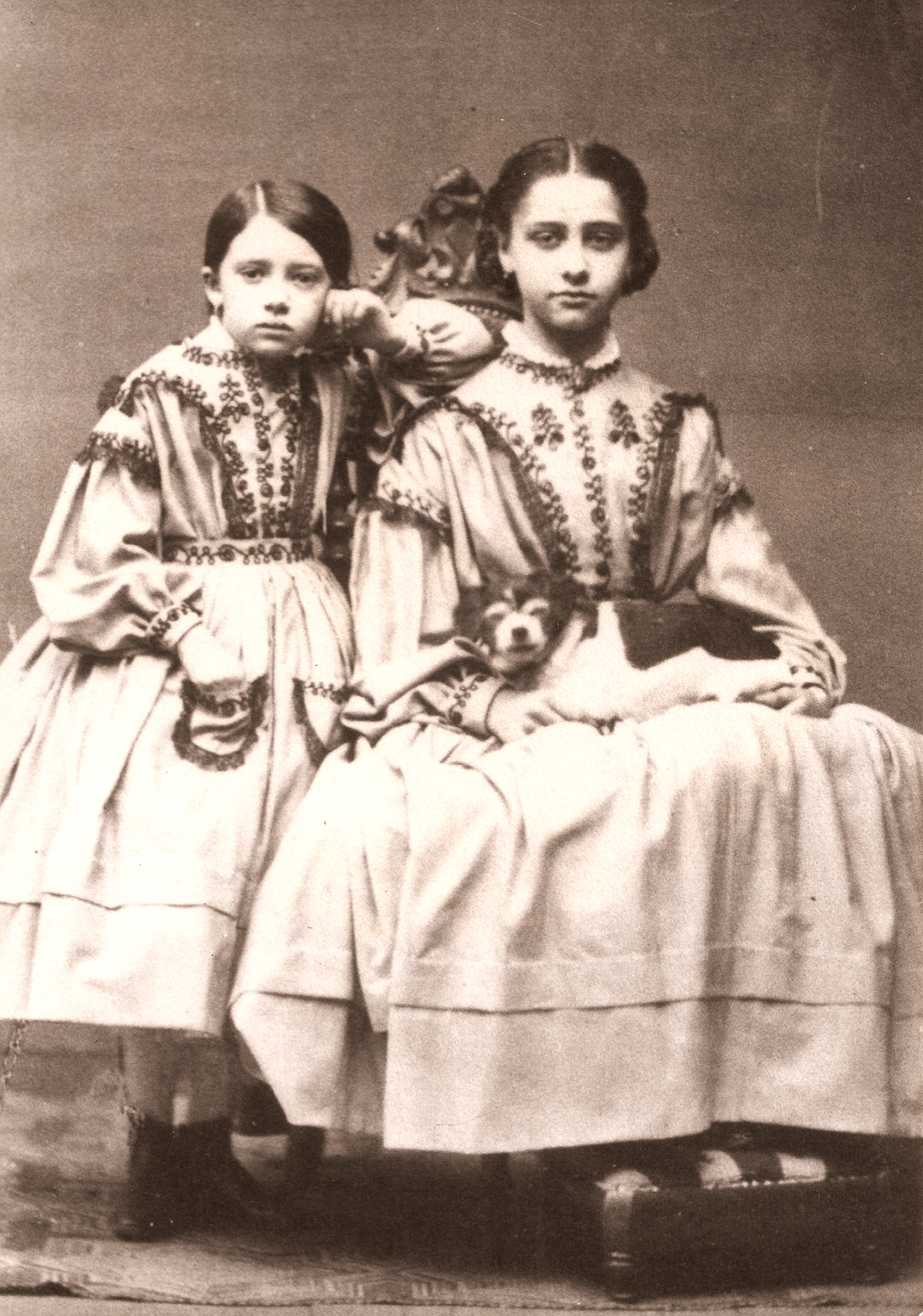
Julie Stutzmann links im Bild und Marie Stutzmann als Kinder, aufgenommen im Jahr 1868 in Heidelberg
Julie Moufang, geb. Stutzmann, Mutter von Nicola Moufang und seinen Brüdern, mit ihrer Schwester Marie  links im Bild
Marie Stutzmann, Tante von Nicola Moufang und seinen Brüdern.
Eugenie Stutzmann, geb. Boyssel, Großmutter von Nicola Moufang und seinen Brüdern

## Ausbildung der Brüder
Alle Moufang-Brüder waren von ihrem Vater angehalten, das Studium der Jurisprudenz aufzunehmen. Sie studierten überwiegend an der Ruperto Carola in Heidelberg, wo sie auch promoviert wurden. Alle vier, auch der damals noch lebende fünfte Bruder Fritz, waren Absolventen des Kurfürst-Friedrich-Gymnasium Heidelberg, das sie mit vorzüglichen Abiturnoten verließen. Eugen Moufang verbrachte mehrere Semester in Freiburg, wo er für diese Zeit im Haus seiner Tante Anna Maria Probst, geb. Moufang, einer Schwester seines Vaters Wilhelm Moufang senior, lebte. Eugen war der einzige der Moufang Brüder, der letztendlich die väterliche Kanzlei weiterführte, die ab 1966 von seinem Stiefsohn Jobst Wellensiek, bis im Jahre 2011, als aktiver Sozius unter dem Namen Wellensiek & Partner, mit überregionalen Niederlassungen, fortgeführt wurde.

## Studium und Promotionen
Im Jahr 1913 wurde Nicola Moufang von der Juristischen Fakultät der Ruperto Carola mit seiner Dissertation über Die strafrechtlichen Bestimmungen des Gesetzes über die Sicherung der Bauforderungen zum Doktor jur. promoviert. Der Leidenschaft seiner frühen Jugend für keramische Werke folgend, ergänzte Nicola Moufang sein Jura-Studium und belegte an der Ruperto Carola auch das Fach Kunstgeschichte. Er konnte im Jahre 1914 seine Dissertation über Die Großherzogliche Majolika-Manufaktur in Karlsruhe vorlegen und wurde mit dieser Arbeit zwei Tage vor Ausbruch des Ersten Weltkrieges mit dem Kriegseintritt des Deutschen Kaiserreiches am 1. August 1914, von der Philosophischen Fakultät der Ruperto Carola zum Dr. phil. promoviert.

## Zeit des Ersten Weltkrieges
Als Dr. jur. und frischgebackener Dr. phil., 28 Jahre jung, meldete sich Nicola Moufang als Kriegsfreiwilliger zum 1. Badischen Leib-Dragoner-Regiment Nr. 20 nach Karlsruhe und diente bis zum Kriegsende in diesem Regiment als Kavallerist. Den Geist der Zeit „Zu Weihnachten sind wir wieder in der Heimat“ teilend, und dem Familienkodex gehorchend, meldeten sich auch die drei noch lebenden Moufang Brüder Eugen, Franz und Wilhelm als Kriegsfreiwillige. Wilhelm Moufang, der jüngste der Brüder, zog als Abiturient, 19-jährig, mit den Leib-Dragonern an die Westfront, diente als Kavallerist, und kehrte als schwer verwundeter Soldat von der Westfront in die Heimat zurück.

## Großherzogliche Majolika-Manufaktur
1918 nach Kriegsende mit 32 Jahren zurückgekehrt, war es ein Segen für Nicola Moufang, dass er sich in seiner Dissertation über Die Großherzogliche Majolika-Manufaktur in Karlsruhe schon intensiv mit den Künstlern, die in dieser Manufaktur seit ihrer Gründung gearbeitet haben, und deren künstlerischen Werke, auseinandergesetzt hatte.
Es wurde die Eintrittskarte für Nicola Moufang in die Leitung der Karlsruher Majolika und zum glückbringenden Einstieg in eine unvergleichlich bedeutende Schaffensperiode unter Moufang als Direktor der Großherzoglichen Majolika-Manufaktur in den Jahren von 1921 bis 1925. Ein enormes geistiges Potential konnte in künstlerischen Werken dieser Periode Gestalt annehmen. Hierzu die Namen, einiger wichtiger Künstler, die von Moufang in diesen Jahren intensiv gefördert wurden: Max Laeuger, Bruno Paul, Ludwig König. Der Schweizer Keramiker und Bildhauer Paul Speck (1896–1966) wurde zum Leiter der baukeramischen Abteilung bestellt und bezog 1924 eines der drei von Nicola Moufang eingerichteten Meisterateliers.

## Königliche Porzellan-Manufaktur Berlin

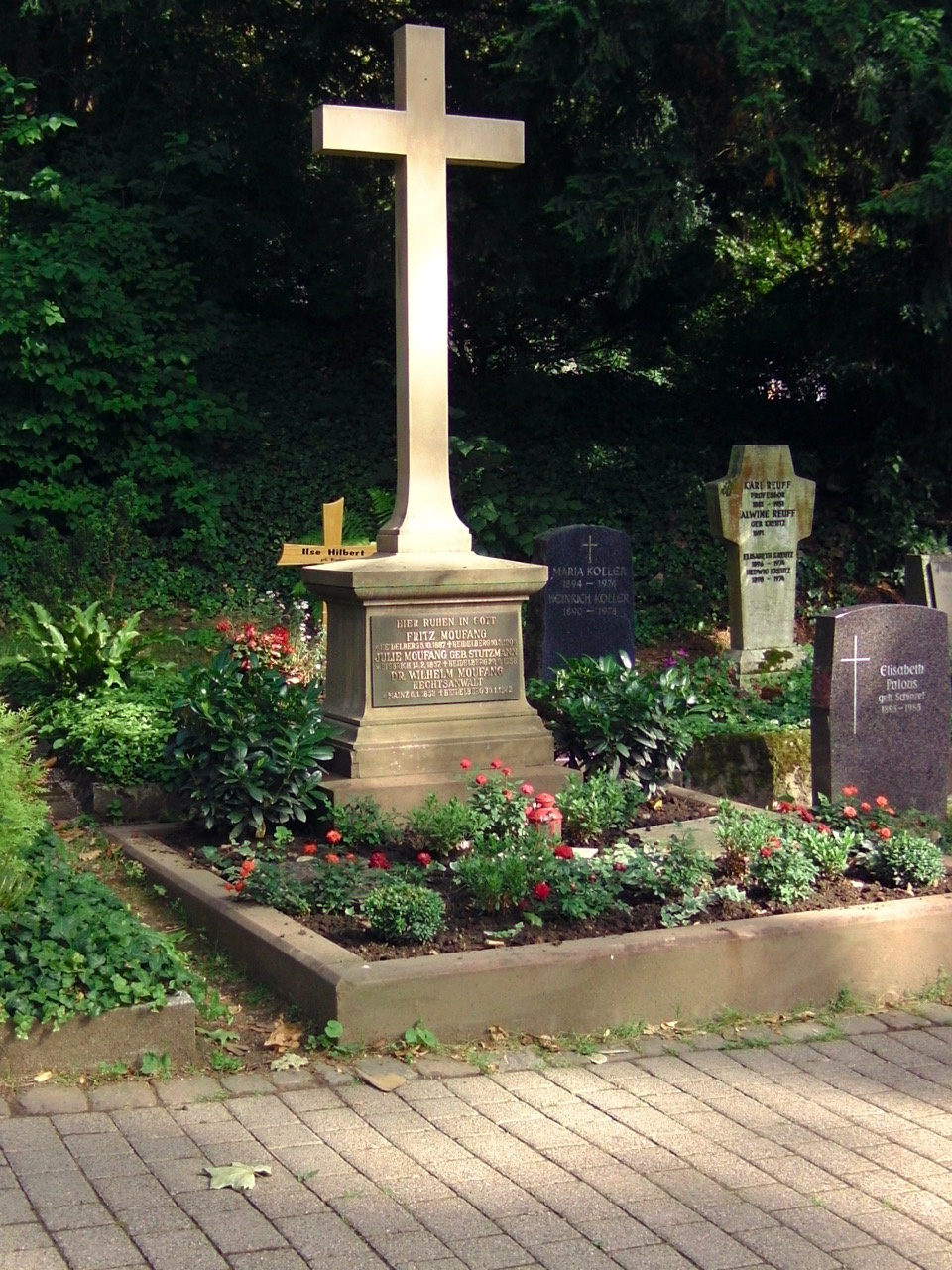
Dieses Grabmal wurde errichtet 1887 von Dr. jur. Wilhelm Moufang senior und seiner Gemahlin Julie Moufang geb. Stutzmann für deren früh verstorbenen Sohn Fritz. Neben Fritz Moufang ruhen hier auch seine Eltern, der älteste Bruder von Fritz Moufang Nicola Moufang und dessen Ehefrau Eva geb. Kase

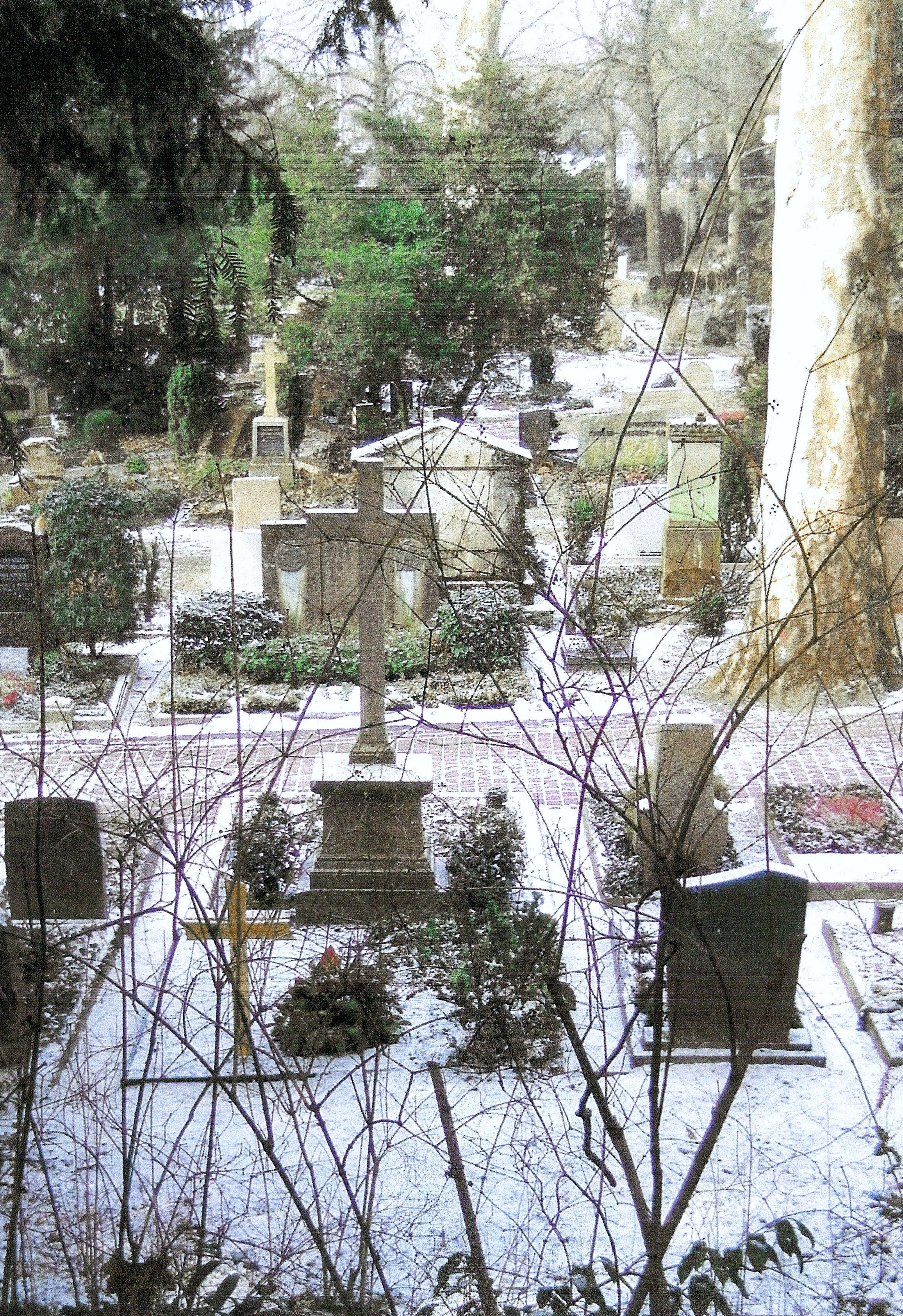
Blick vom Anfang der Professorenreihe in der (Abt. D) des Heidelberger Bergfriedhofs, auf die Rückseite des Grabkreuzes der Familie Moufang, und den jüngeren Teil des Friedhofs Richtung Westen, Rohrbacherstraße

1925 ging Nicola Moufang nach Berlin. Hier war er bis 1929 Künstlerischer Leiter der Königlichen Porzellan-Manufaktur Berlin. Nicola Moufang und seine Frau Eva hatten die Gabe und das Geschick, bedeutende Freundschaften zu pflegen. Innerlich besonders nahe standen Moufang alle, durch künstlerische Originalität herausragenden Persönlichkeiten. Nicola Moufangs besondere Neigung gehörte dem Deutschen Expressionismus, seiner Entfaltung vor und nach dem Ersten Weltkrieg, sowie der modernen Plastik und Entwicklung der zeitgenössischen Bildhauerei. 31 Gästebücher des Ehepaares Nicola und Eva Moufang, in denen die größte Anzahl der bedeutendsten Eintragungen aus deren Berliner Zeit stammt, in großformatigen Pergamentbänden, bewahren Eintragungen von Künstlern, von denen viele im Dritten Reich als „Entartete Künstler“ gebrandmarkt waren. Die Gästebücher des Ehepaares Moufang enthalten über tausend Aquarelle. Aber auch Menschen aus dem politischen und gesellschaftlichen Leben waren Gäste im Hause Moufang, in der Zeit von 1922 bis in die späten Lebensjahre des Paares, und haben sich in diese Bücher eingetragen. 
Nicola Moufang war im Vorstand des Deutschen Werkbundes gemeinsam mit Alfred Fischer, Walter Gropius, Theodor Heuss, Fritz Höger, Ernst Jäckh, Friedrich Krauss, Wilhelm Kreis, Richard Lisker, Elisabeth Michahelles, Ludwig Mies van der Rohe, Oskar von Miller, Günther von Pechmann, Adolf Rading, Lilly Reich, Paul Renner, Richard Riemerschmid, Walter Riezler, Ludwig Roselius, Richard Schulz (Berlin: Fabrikation für Bronzearbeiten), Otto Ernst Sutter, Fritz Tarnow, Erich Wienbeck.

## Badisches Landesmuseum

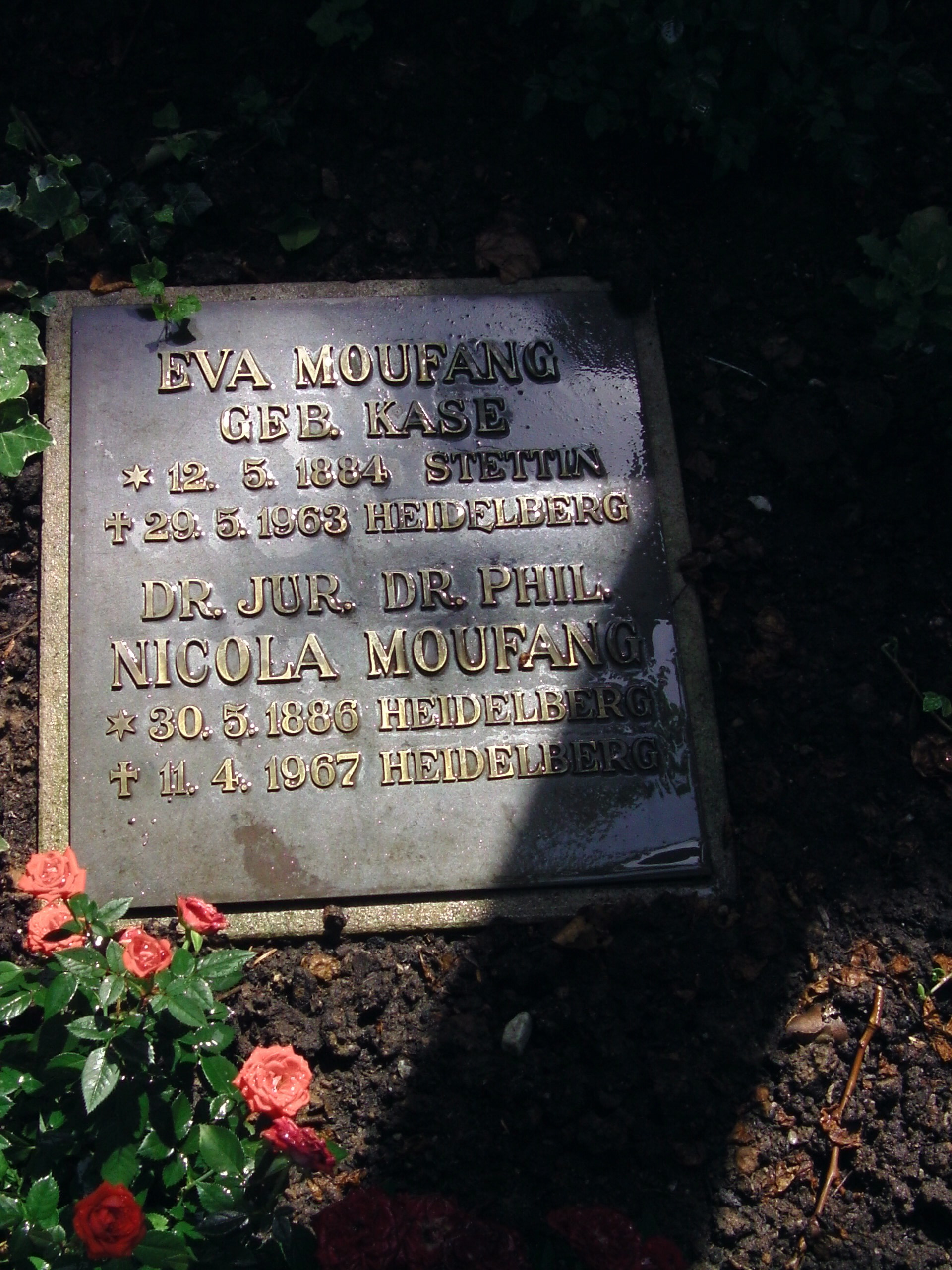
Liegestein mit den Lebensdaten von Nicola Moufang und seiner Ehefrau Eva Moufang geborene Kase, Familiengrab Nicola Moufang Heidelberger Bergfriedhof (Abt.D)

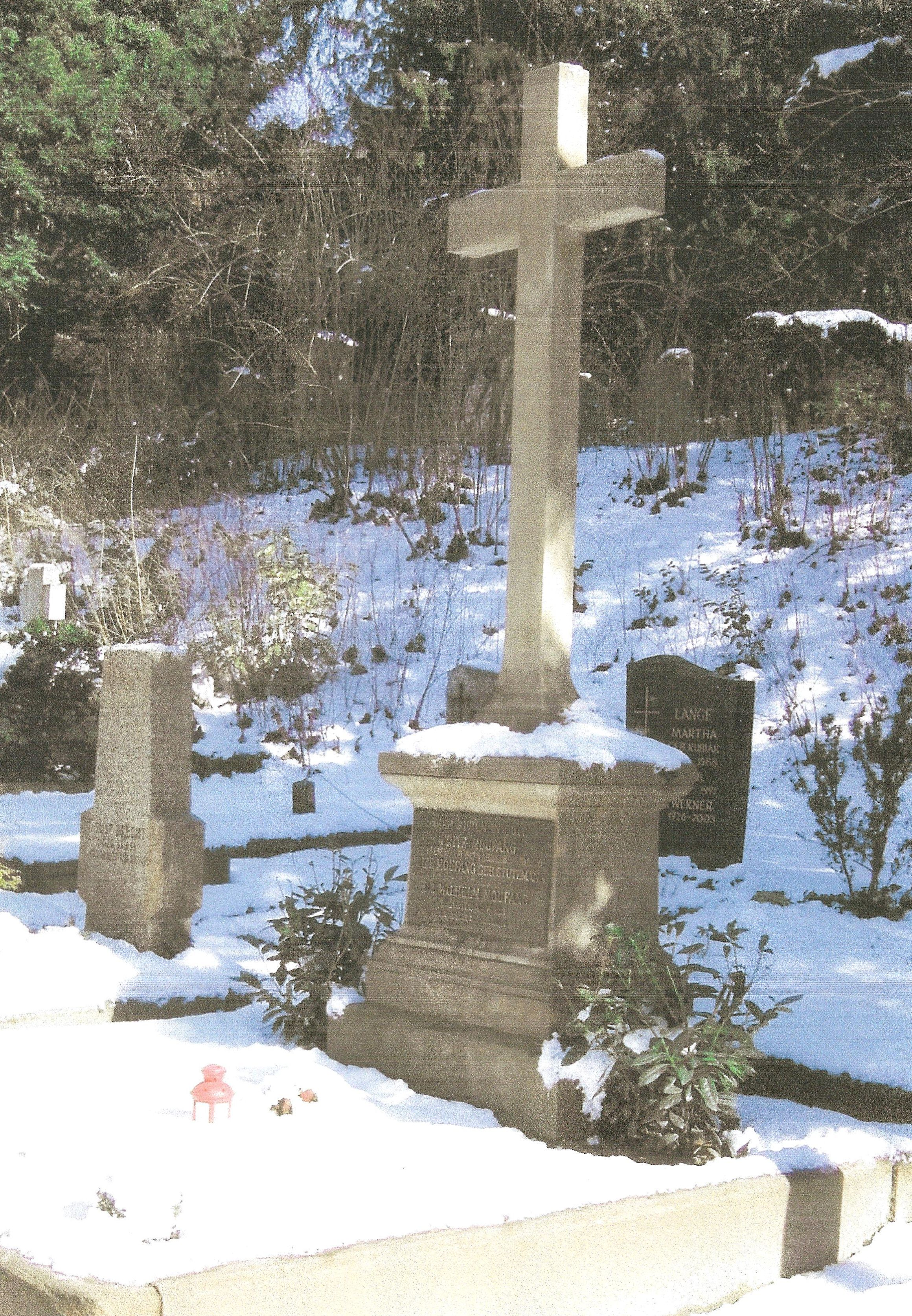
Familiengrab Nicola Moufang auf dem Heidelberger Bergfriedhof in der (Abt.D). Hier ruhen mit ihm, der früh verstorbene Bruder Fritz, seine Eltern und seine Frau Eva

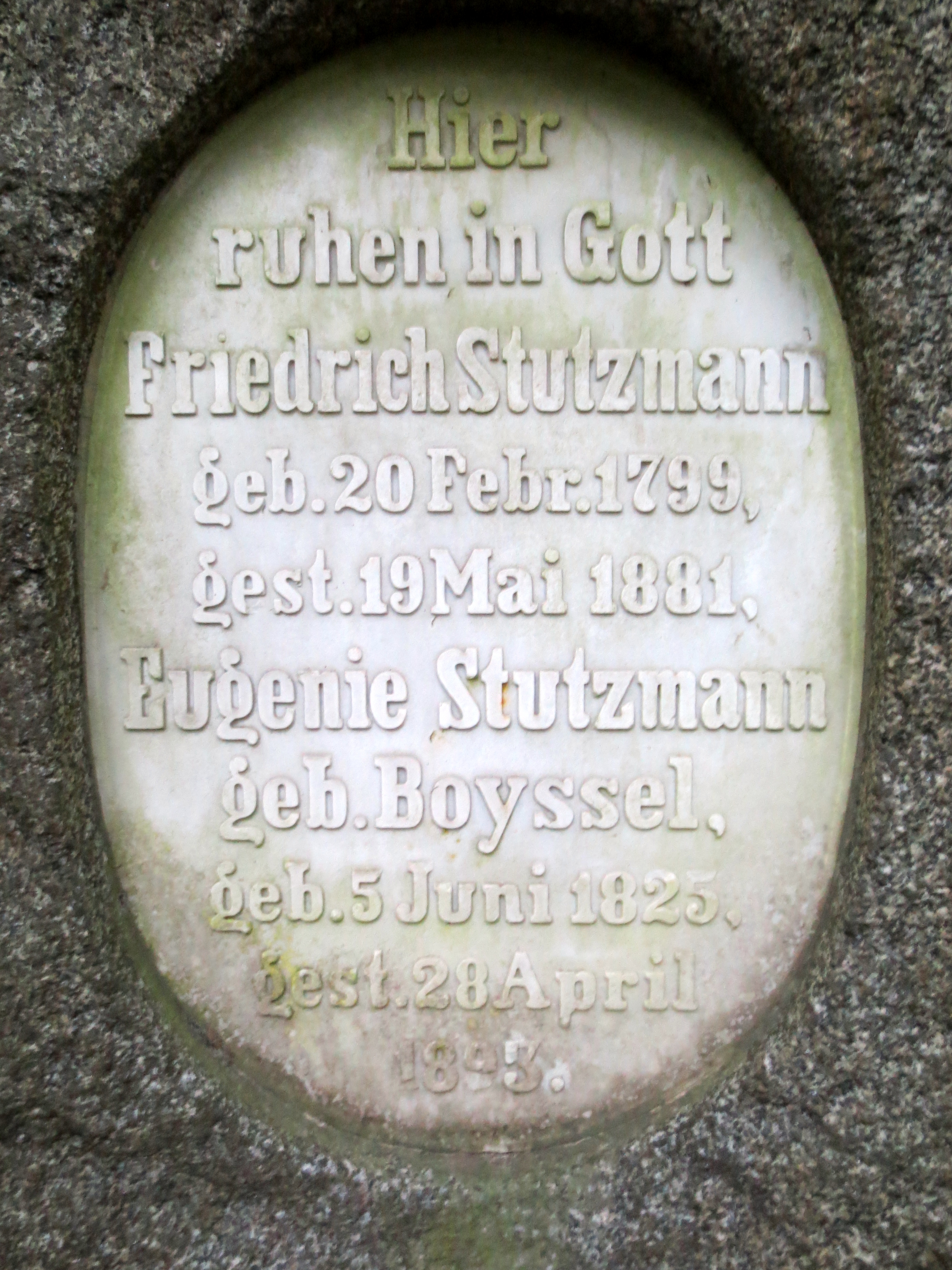
Grabmal der Großeltern von Nicola Moufang, Friedrich Stutzmann ⚭ Eugenie Stutzmann geborene Boyssel, auf dem Heidelberger Bergfriedhof (Abt.D), in der Professorenreihe

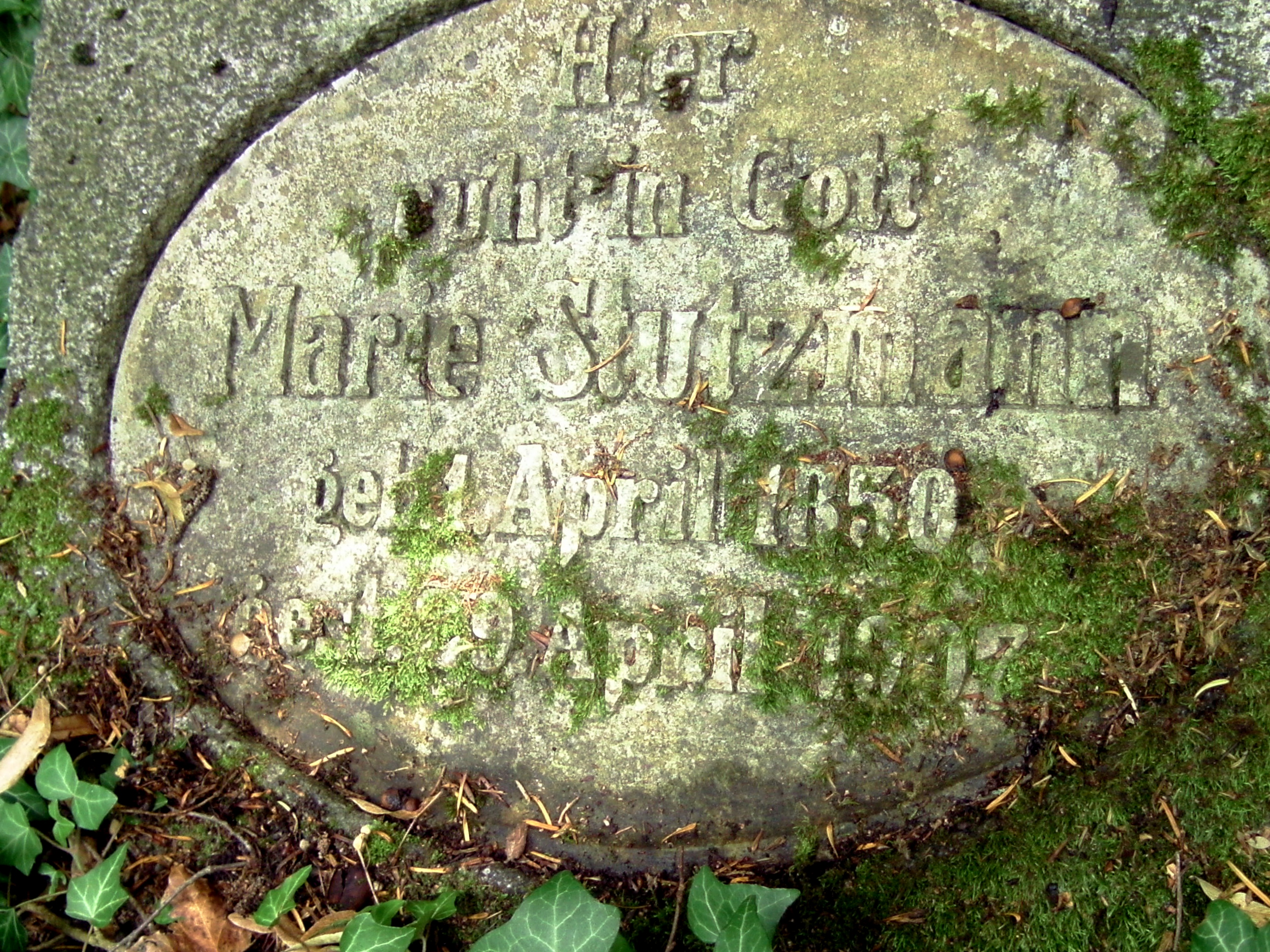
Grabmal von Marie Stutzmann, Tante von Nicola Moufang und seinen Brüdern, das Grabmal befindet sich auf dem ältesten Grab der Familie, hier fand vor über 150 Jahren der Urgroßvater Pierre Boyssel aus Toulouse seine letzte Ruhe, Heidelberger Bergfriedhof, sogenannte Professorenreihe (Abt. D)

Dem Badischen Landesmuseum gelang vor einigen Jahren der Erwerb dieser 31 Bände, eines einzigartigen Zeugnisses des 20. Jahrhunderts. Sie sind ein Spiegel der Zeitgeschichte, insbesondere der Kultur und Kunst nach dem Ersten Weltkrieg bis in die späten fünfziger, Anfang sechziger Jahre. Das innige Familienleben der Moufangs wird belegt durch viele Eintragungen anlässlich kleiner und großer Familienfeiern. Aber, insbesondere das bedeutsame kulturelle Geschehen der Zeitspanne von 1918 bis in die späten fünfziger- und die beginnenden sechziger Jahre, ist in diesen Gästebüchern des Paares dokumentiert. Aus der Zeit der Karlsruher und Berliner Jahre enthalten die Gästebücher viele Fotos, Verse, Karikaturen, Sinnsprüche und Philosophisches, das den Zeitgeist widerspiegelt. Zu Nicola und Eva Moufangs Freunden zählten, neben anderen, der Karlsruher Akademiedirektor Hans Thoma, die Maler Charles Crodel und Wilhelm Schnarrenberger, der Keramiker Max Laeuger, die Bildhauer Georg Kolbe, Edwin Scharff und Renée Sintenis, sowie der US-amerikanische Konstruktivist ukrainischer Herkunft Alexander Archipenko, Josef Scharl und der Architekt und satirische Zeichner Bruno Paul.
Zitat Maren Topp: „1928 fand Moufangs Tätigkeit an der Staatsmanufaktur ein unrühmliches Ende, nachdem ihm vorgeworfen wurde, einen nicht genehmigten Dienstwagen aus Mitteln der Manufaktur gekauft, Einnahmen aus von der Manufaktur finanzierten Büchern privat abgerechnet und seinen Bruder als Privatsekretär scheinangestellt zu haben. 1933 kam das Verfahren zur Anklage und Günter von Pechmann wurde als Nachfolger Moufangs eingestellt“. Veröffentlicht von Maren Topp in der Zeitschrift Karamos.

## Vereinigte Werkstätten Berlin
Von 1929 bis 1942 stand Nicola Moufang den Vereinigten Werkstätten Berlin vor. In den letzten Kriegsjahren wurde er Sonderbeauftragter des Deutschen Reiches bei der Staatlichen Porzellanmanufaktur Sèvres (Manufacture royale de porcelaine de Sèvres) in Frankreich und der Königlichen Porzellan Manufaktur Kopenhagen (Königlich Kopenhagen) in Dänemark. 1943 wurde die Wohnung der Moufangs in Berlin ausgebombt. Am Ende des Zweiten Weltkrieges kehrte Moufang mit seiner Frau Eva wieder in seine Heimatstadt Heidelberg zurück, in der auch seine drei Brüder lebten und wirkten.

## Zurück in Heidelberg
Auch hier in Heidelberg, nach der bedingungslosen Kapitulation der Wehrmacht, aber mit dem Hoffnungsgeist, einen Wiederaufbau zu schaffen, hat Nicola Moufang die Freundschaften mit Seinesgleichen gefunden. Viele Kunstwerke aus der Sammlung Nicola Moufang hat das Kurpfälzische Museum der Stadt Heidelberg in den Jahren der Leitung durch seinen damaligen Direktor Georg Poensgen erhalten. „Sie zeugen vor einer breiten Öffentlichkeit vom Geiste, dem sich der Jubilar ein ganzes Leben lang verbunden fühlte.“
Nicola Moufang überlebte seine Frau Eva um vier Jahre. Er ruht neben ihr im denkmalgeschützten Familiengrab bei seinen Eltern Wilhelm und Julie Moufang und dem früh verstorbenen Bruder Fritz. Die Grabanlage befindet sich auf dem Bergfriedhof (Heidelberg) in der Abteilung D, Reihe 1, Nr. 175/176.

## Ehrungen
- 1964 ist „Nicola Moufang in Anbetracht einer reichen wissenschaftlichen Ernte das Goldene Doktordiplom der Ruperto Carola überreicht worden“.[18] Quelle: Stadtarchiv Heidelberg.

## Schriften
- Die strafrechtlichen Bestimmungen des Gesetzes über die Sicherung der Bauforderungen. Poeschel,  Leipzig, 1914, 77 Seiten, Dissertation zur Erlangung der Verleihung des Dr. jur. an der Ruperto Carola Heidelberg, 1913.
- Die Großherzogliche Majolika-Manufaktur in Karlsruhe. Carl Winter, Heidelberg, 1920. Dissertation zur Erlangung der Verleihung des Dr. phil. an der Ruprecht-Karls-Universität Heidelberg Heidelberg, 1914.
- Ausstellung von Meister- und Schülerarbeiten aus keramischen Lehr- und Versuchswerkstätten in den Vereinigten Staatsschulen für freie und angewandte Kunst. Edler & Krische, Charlottenburg, 1927.
- Alt-Berlin in Porzellan. Ein Kabinett aus der Staatlichen Porzellan-Manufaktur Berlin. Berlin, Stubenrauch, 1927. 2°. 51 SS. Mit 10 Ausstellungs-Skizzen und 56 (25 farbigen) Tafeln.